# Ivesia tridentata
Ivesia tridentata là loài thực vật có hoa trong họ Hoa hồng. Loài này được (Torr.) A. Gray mô tả khoa học đầu tiên năm 1868.